# مونترستا
مونترستا (به ایتالیایی: Montresta) یک کومونه در ایتالیا است که در استان اریستانو واقع شده‌است.

## خصوصیات
مونترستا ۲۳٫۸ کیلومترمربع مساحت و ۵۹۴ نفر جمعیت دارد.